# لورانس جيمس بيك
لورانس جيمس بيك (بالإنجليزية: Lawrence James Beck)‏ هو نحات أمريكي، ولد في 20 مايو 1938 في سياتل في الولايات المتحدة، وتوفي بنفس المكان في 27 مارس 1994.